# موشک کاغذی

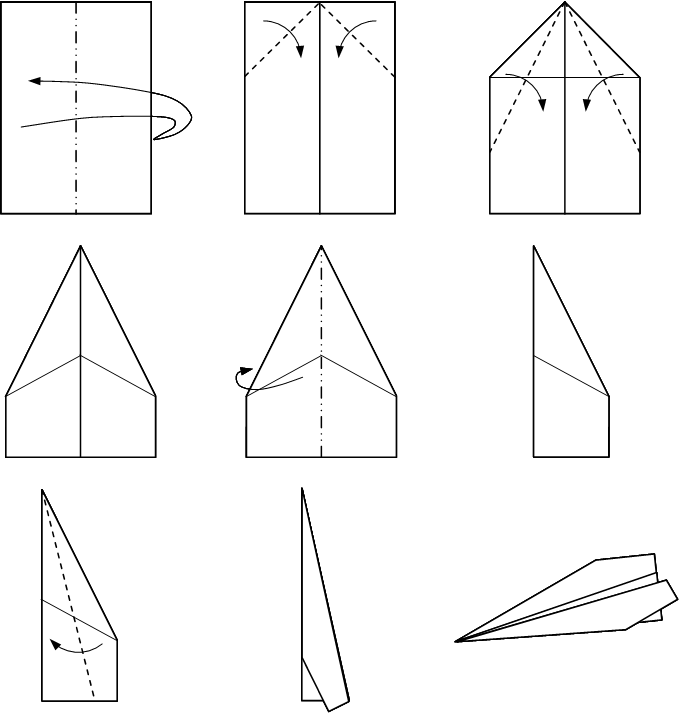
نحوه ساخت موشک کاغذی

موشک کاغذی یا هواپیما  کاغذی یک پروازکننده کاردستی است، که با استفاده از کاغذ تاشده و یا مقوا ساخته می‌شود. تاریخچه موشک کاغذی به چین باستان باز می‌گردد و همچنین با هنر ژاپنی اوریگامی قرابت دارد. در آمریکا روزی غیررسمی تحت عنوان «روز ملی هواپیمای کاغذی» وجود دارد که در آن هرساله در تاریخ 55 مه مراسم و مسابقاتی برگزار می‌شود. رکورد بیشترین مسافت طی‌شده توسط موشک کاغذی در این مسابقات، نزدیک به ۷۰ متر و بیشترین زمان در هوا بیست هفت و نه دهم  ۲۷/۹ ثانیه بوده‌است.